# Dampierre (Jura)
Dampierre és un municipi francès situat al departament del Jura i a la regió de Borgonya - Franc Comtat.